# Slavonska vojna krajina
Slavonska vojna krajina (njem. Slawonische Graenitz, Windische Graenitz) - naziv je dijela Vojne krajine koji je pripadao povijesnoj Slavoniji.
Osmanlije su postupno zauzimali prostor srednjovjekovne Kraljevine Hrvatske, područje Kraljevine Slavonije. 
1538. se je godine povećala obrambena snaga Hrvatske. Iz Bosne su generalu kraljevih pomoćnih snaga Nikoli Jurišiću poručili mnogi „Vlasi", da žele uskočiti ispod vlasti turske. Većina ovih Vlaha bila je katoličke, a manjina grčko-istočne vjere. Hrvatsko-ugarski kralj Ferdinand I. dopustio je po savjetu Jurišićevu da se ovi Vlasi nastane po Bilogori i uz pritoke Čazme, odakle su Turci g. 1532. odvukli narod hrvatski. Na prijedlog Jurišićev izdade kralj 5. rujna 1538. u Linču novim stanovnicima Hrvatske posebna privilegija. Vlasi će kroz 20 godina biti oprošteni od svakoga poreza; no zato moraju ići u boj na Turke, kadgod to od njih zatraži kralj ili vojvoda njegov. Vlasi dakle ne će biti kmetovi, nego vojnici, koji u mirno doba obradjuju polja i timare stada svoja. To je bio zametak krajine u Hrvatskoj.
Usporedno s napredovanjem Osmanlija pojedini su plemići kralju davali svoje utvrde. Sredinom 16. stoljeća je stvoren sustav utvrda uz granicu s Osmanskim Carstvom između rijeka Drave i Save. Taj se sustav utvrda naziva Vojna krajina Pogranične utvrde su u 16. stoljeću financirali kralj, staleži pokrajine Štajerske (glavni grad Graz) i Hrvatsko-slavonski sabor (Hrvatski sabor). Taj obrambeni sustav utvrda zovemo Slavonska vojna krajina. Kasnije je, u 17. stoljeću, prozvan Varaždinski generalat (po utvrdi Varaždin koje je od 1595. godine bila sjedište generala, do 1595. i od 1731. do 1765. sjedište generala je utvrda Koprivnica). Sastojala se od tri kapetanije sa središtima: Koprivnica, Križevci i Ivanić (Ivanić-Grad), a krajem 16. stoljeća je osnovana i kapetanija Đurđevac. Vojska u njima se sastojala od njemačkih vojnika, husara i haramija. Njemački vojnici su bili smješteni u Varaždinu, Koprivnici, Đurđevcu, Križevcima, Čazmi i Ivaniću, husari u Koprivnici, Križevcima i Ivaniću, a haramije (domaći slavonski vojnici) su bili smješteni po vojvodstvima u manjim utvrdama. U Slavonskoj krajini je 1630. bilo smješteno 1595, a od 1644. – 1837 plaćenih vojnika.
Početkom 17. stoljeća je započela obnova naseljenosti u najzapadnijem dijelu Slavonske vojne krajine koje su započeli pravoslavni Vlasi. U Slavonskoj vojnoj krajini su osnivali svoja sela. Vlasi su imali posebne povlastice u Osmanskom Carstvu jer su plaćali manji porez. Posebno je značajno njihovo doseljavanje na prostore koje su opustošili Osmanlije. Oni su u Osmanskom Carstvu počeli gubiti zasebni položaj, a gubljenjem povlastica opadala je njihova odanost Osmanlijama. Najvažnije povlastice im je dao kralj Ferdinand II. 1630. godine potpisavši Vlaške statute (Statuta Valachorum) koji su vrijedili za svako selo između Drave i Save koje je imalo vlaško stanovništvo. Vlasi su dobili slobodno upravljanje zemljišnim posjedom uz zamjenu za vojnu službu, a organizirali su vlastitu samoupravu u civilnim poslovima. Oni su postali slobodni seljaci i vojnici. 
Vlaškim statutima je započeo proces pretvaranja Slavonske vojne krajine iz sustava utvrda u zaseban teritorij. Time je omogućen postupni proces nezakonitog izdvajanja Slavonske vojne krajine izvan jurisdikcije Hrvatsko-slavonskog sabora i bana. Sjevernu, južnu i istočnu granicu Slavonske krajine su činili teritoriji pod upravom Osmanskog Carstva. Zapadnu granicu su predstavljali teritoriji pod jurisdikcijom hrvatsko-slavonskog sabora i bana odnosno Križevačka županija i Zagrebačka županija.
Na granici Slavonske vojne krajine i civilnog dijela područja pod jurisdikcijom hrvatsko-slavonskog sabora i bana javio se poseban sloj seljaka i vojnika. U težnji da u pusta sela svojih posjeda privuku nove seljake feudalci su im nudili i davali slobodnjačke povlastice u zamjenu za vojnu službu. Za razliku od Vlaha oni nisu bili slobodni seljaci. Oni su, jednako kao i kmetovi, bili podložnici vlastelina. Živjeli su u više sela između rijeka Save i Drave.
Tijekom 17. stoljeća je moguće ustanoviti vanjske migracije odnosno useljavanje stanovništva s prostora slovenskih zemalja, hrvatskog prostora (zapadni hrvatski krajevi, prostori uz rijeke Sava i Kupa), istočne Slavonije i Srijema, Mađarske (uključivši Erdelj), Bosne i Bugarske. Iseljavanja je bilo zanemarivo. Unutrašnje migracije su bile značajne. Postojala su dva osnovna pravca unutrašnjih migracija: 
1)	od zapada prema istočnijim prostorima; 
2)	od juga prema sjeveru.
Gradska naselja na prostoru Slavonske vojne krajine su postojala samo na njenom najzapadnijem rubu. Moguće je izdvojiti dvije kategorije gradskih naselja: 
1)	privilegirani gradovi i 
2)	trgovišta. Gradska naselja imaju kontinuitet od srednjeg vijeka. U 17. stoljeću su se uspjela održati ona koja su preuzela funkciju utvrda s vojnom posadom.
Varaždin, Koprivnica i Križevci su objedinjavali dvije funkcije: vojna središta i istovremeno slobodnog kraljevskog grada.  U Križevcima je ta dvojnost bila izražena približno kao i u Koprivnici. Za razliku od njih je Varaždin imao drugačiji razvitak. Iako je bio sjedište Slavonske vojna krajine u njemu vojna funkcija tijekom 17. stoljeća očito nije dominirala nad civilnom. Različito od Varaždina na prostoru Koprivnice i Križevaca vojna je funkcija bila izrazito dominantna početkom i u prvim desetljećima 17. stoljeća. Tek krajem 17. stoljeća, sa slabljenjem opasnosti od Osmanlija do većeg izražaja dolaze civilne funkcije. Pogranični položaj obilježio je razvoj Koprivnice i Križevaca u 17. stoljeću. Relativna stabilnost na spoju dvaju carstava: Habsburška Monarhija i Osmansko Carstvo omogućila je njihov kontinuirani uspon kroz 17. stoljeće. Proces rasta pograničnih gradova je bio suprotan trendovima urbanog razvoja u srednjoj i zapadnoj Europi.
Smirivanjem stanja na granici Habsburške Monarhije i Osmanskog Carstva u 17. stoljeću bili su stvoreni preduvjeti za formiranje crkvene infrastrukture. U procesu rekatolicizacije nestali su protestanti (evangelici i kalvini) koji su živjeli u nekim utvrdama Slavonske vojne krajine u 16. stoljeću. Formiranje sustava katoličkih župa pokazatelj je naseljavanja katoličkog stanovništva. Osnivanje pravoslavnih parohija pokazuje na koje se prostore doseljavalo pravoslavno stanovništvo. Usporedi li se katolička i pravoslavna crkvena infrastruktura može se zaključiti da je na prostoru Slavonske vojne krajine stanovništvo bilo miješano.
Od sredine 17. stoljeća počeo je proces stvaranja pučkih škola. Škole su bile vezane uz katoličku crkvu. Ona je bila zainteresirana jer je time učinkovitije vršila rekatolizaciju. Nakon završene pučke škole dio je njihovih polaznika odlazio u gimnazije i sveučilišta. Katolička crkva je njihovim školovanjem željela povećati broj svećenika. Studenti su u 17. stoljeću zabilježeni samo u većim utvrdama. Oni su najčešće studirali u Grazu, Beču ili u Italiji (npr. Padova, Bologna).
1881. godine ukinuta je čitava Vojna krajina, pa tako i ona Slavonska, te pripojena Kraljevini Hrvatskoj i Slavoniji.